# Samuel Short
Pour les articles homonymes, voir Short (homonymie).
Samuel Short, né Samuel Jack Short le 17 septembre 2003 dans le Queensland, est un nageur australien spécialisé dans les épreuves de nage libre.

## Carrière
En 2022, Samuel Short remporte la médaille d'or des Jeux du Commonwealth sur 1 500 mètres nage libre en abaissant son record personnel sur la distance de dix secondes avec un temps de 14 min 48 s 54, la cinquième meilleure performance de l’histoire pour un nageur australien sur la distance.
En avril 2023, Samuel Short réalise la deuxième meilleure performance de l'année sur 800 m nage libre en remportant les championnats nationaux australiens de natation en 7 min 42 s 96. Le nageur de 19 ans remporte également les titres nationaux sur les distances du 400 mètres et du 1 500 mètres. Le 23 juillet, il devient champion du monde du 400 m nage libre,.

## Palmarès

### Championnats du monde

#### Grand bassin
- Championnats du monde 2022 à Budapest ( Hongrie) :
  -  Médaille d'argent du relais 4 × 200 m nage libre

- Championnats du monde 2023 à Fukuoka ( Japon) :
  -  Médaille d'or du 400 m nage libre
  -  Médaille d'argent du 800 m nage libre
  -  Médaille de bronze du 1 500 m nage libre
- Championnats du monde 2025 à Singapour :
  -  Médaille d'argent du 400 m nage libre

### Jeux du Commonwealth
- Jeux du Commonwealth de 2022 à Birmingham ( Royaume-Uni) :
  -  Médaille d'or du 1 500 m nage libre
  -  Médaille d'argent du 400 m nage libre